# نهر نارفا
نهر نارفا (بالإستونية: Narva jõgi) (الروسية: Нарва) هو نهر بطول 75 كم يشكل جزءًا من الحدود الشمالية بين روسيا وإستونيا. يربط هذا النهر بحيرة بيبوس بخليج فنلندا.

## التسمية

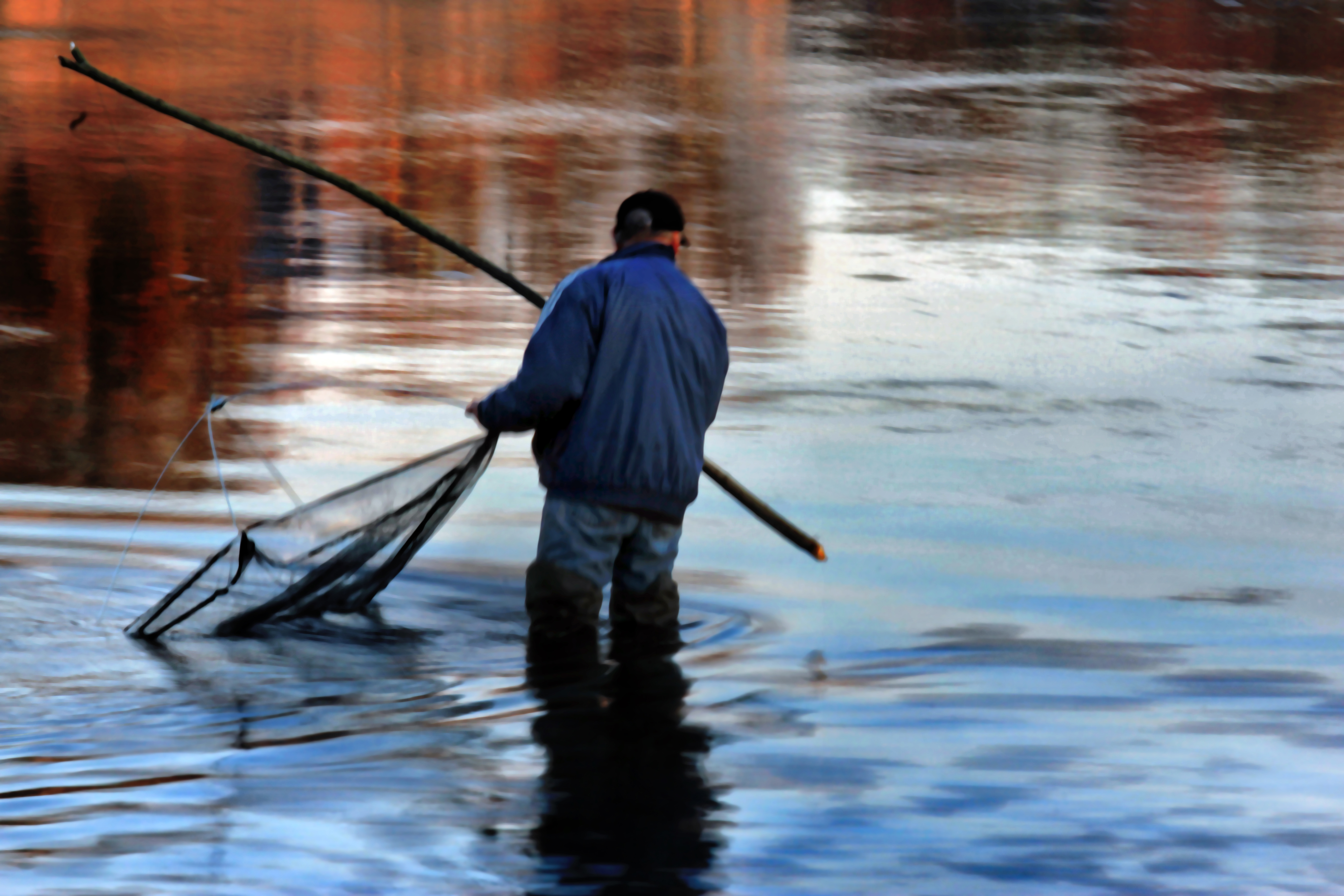
مسابقة صيد السمك في نهر نارفا سنة 2014

أصل كلمة نارفا ليست واضحة، ولكن وفقا لمعظم الآراء الشائعة، فيعود أصلها إلى الكلمة الفيبسية (narva)، بمعنى شلال أو تيار.

## جغرافيا

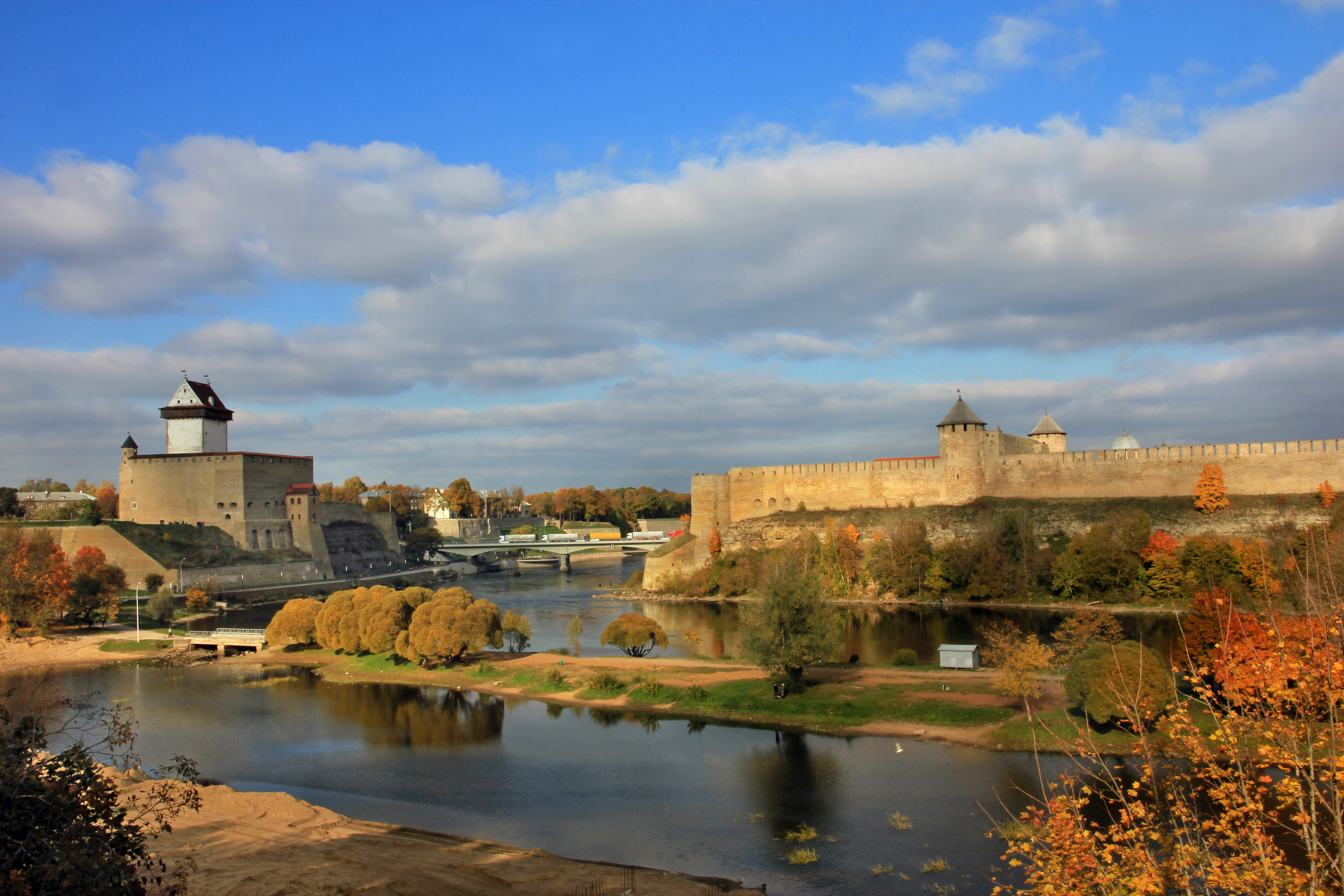
يتدفق نهر نارفا بين قلعة هيرمان وقلعة إيفانغورود

يقع منبع نهر نارفا في الطرف الشمالي الشرقي من بحيرة بيبوس، بالقرب من قريتي فاسكنارفا (إستونيا) وسكياميا (روسيا). هناك عدد قليل من القرى الصغيرة في الجزء العلوي من النهر، على سبيل المثال بيرميسكولا (Permisküla) وكونينغاكولا (Kuningaküla) على الجانب الإستوني، وأوموتي (Omuti) على الجانب الروسي. يصب نهر نارفا في خليج نارفا بالقرب من بلدة نارفا جيسو الإستونية، وهي ثالث أكبر مستوطنة على النهر بعد نارفا وآيفانغورود.

### الشلال

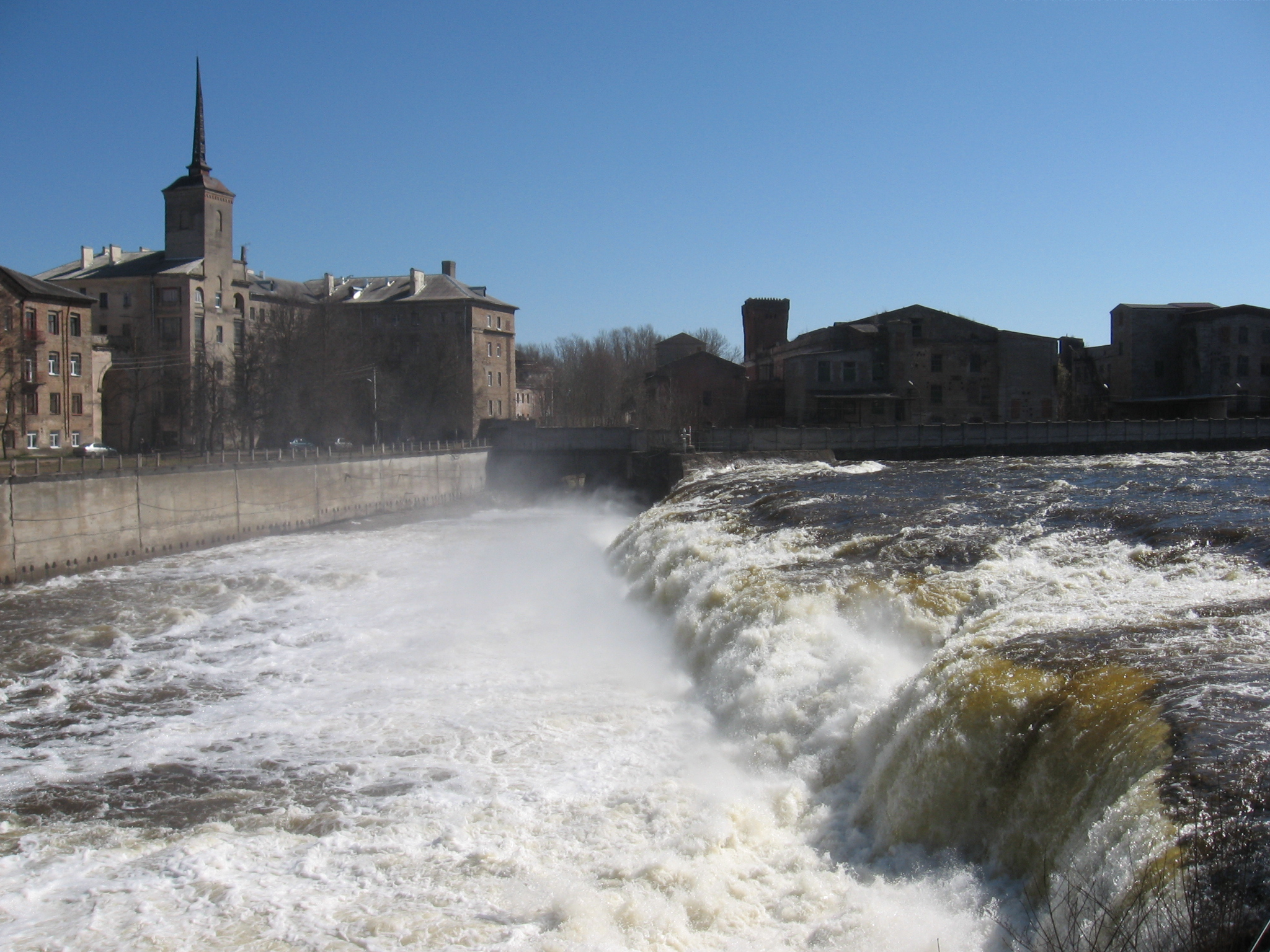
شلالات جوالا في ربيع عام 2010

بين الجزء الجنوبي الشرقي من مدينة نارفا، في مواجهة مدينة إيفانغورود الروسية، يتدفق النهر فوق بحر البلطيق كلينت، مُشكِّلاً شلال نارفا. وقد كان تاريخياً الأقوى في أوروبا. قبل أن تصل المياه إلى الشلالات، يتم تقسيمها إلى فرعين بواسطة جزيرة كرينهولم (Kreenholm)، وبالتالي تتكون الشلالات من فرعين. تقع شلالات كرينهولم غرب الجزيرة على 60 متر (200 قدم) بعرض 6.5 متر (21 قدم). تقع شلالات جوالا في الشرق على 110 متر (360 قدم) واسعًا ويقوم بنفس الانحدار.

## تاريخ
تم استخدام نارفا كطريق تجاري خلال عصر الفايكنج، من القرن الخامس إلى القرن الحادي عشر. كان فرعًا من طريق التجارة من الفارانجيين إلى الإغريق.
لطالما كان نهر نارفا نهرًا حدوديًا مهمًا. بداية من القرن الثالث عشر كانت حدود ليفونيا في العصور الوسطى وجمهورية نوفغورود. على الرغم من أن نارفا كانت في الفترات السابقة جزءًا من منطقة عازلة أكبر بين المنطقتين، ظهر النهر تدريجيًا كحدود دقيقة. في القرن السابع عشر خلال فترة إستونيا السويدية، عندما كانت إنغريا أيضًا جزءًا من السويد، تضاءلت أهمية النهر كحدود. خلال الإمبراطورية الروسية، من نهاية الحرب الشمالية الكبرى حتى إنشاء جمهورية إستونيا في عام 1918، كانت نارفا حدود محافظة إستونيا ومحافظة سانت بطرسبرغ، باستثناء مدينة نارفا، التي كانت جزءًا من الأخير. بموجب معاهدة تارتو الموقعة عام 1920، اتجهت الحدود الإستونية الروسية إلى الشرق قليلاً من النهر، حتى 10 كيلومتر (6 ميل)، وعلى وجه الخصوص، تم تعيين مدينة إيفانغورود لإستونيا. في عام 1944، تم نقل الأراضي الإستونية السابقة شرق النهر إلى جمهورية روسيا الاتحادية الاشتراكية السوفياتية، وبالتالي تم إنشاء نارفا على أنها الحدود الشرقية لإستونيا الاشتراكية السوفياتية، وهي حدود داخلية داخل الاتحاد السوفياتي. في عام 1991، أصبحت الحدود نفسها هي الحدود الفعلية لإستونيا وروسيا. على الرغم من عدم التصديق على أي معاهدة حدودية رسمية منذ ذلك الحين، فإن نارفا اليوم هي الحدود الشرقية للاتحاد الأوروبي ومنطقة شنغن.

### الجسور

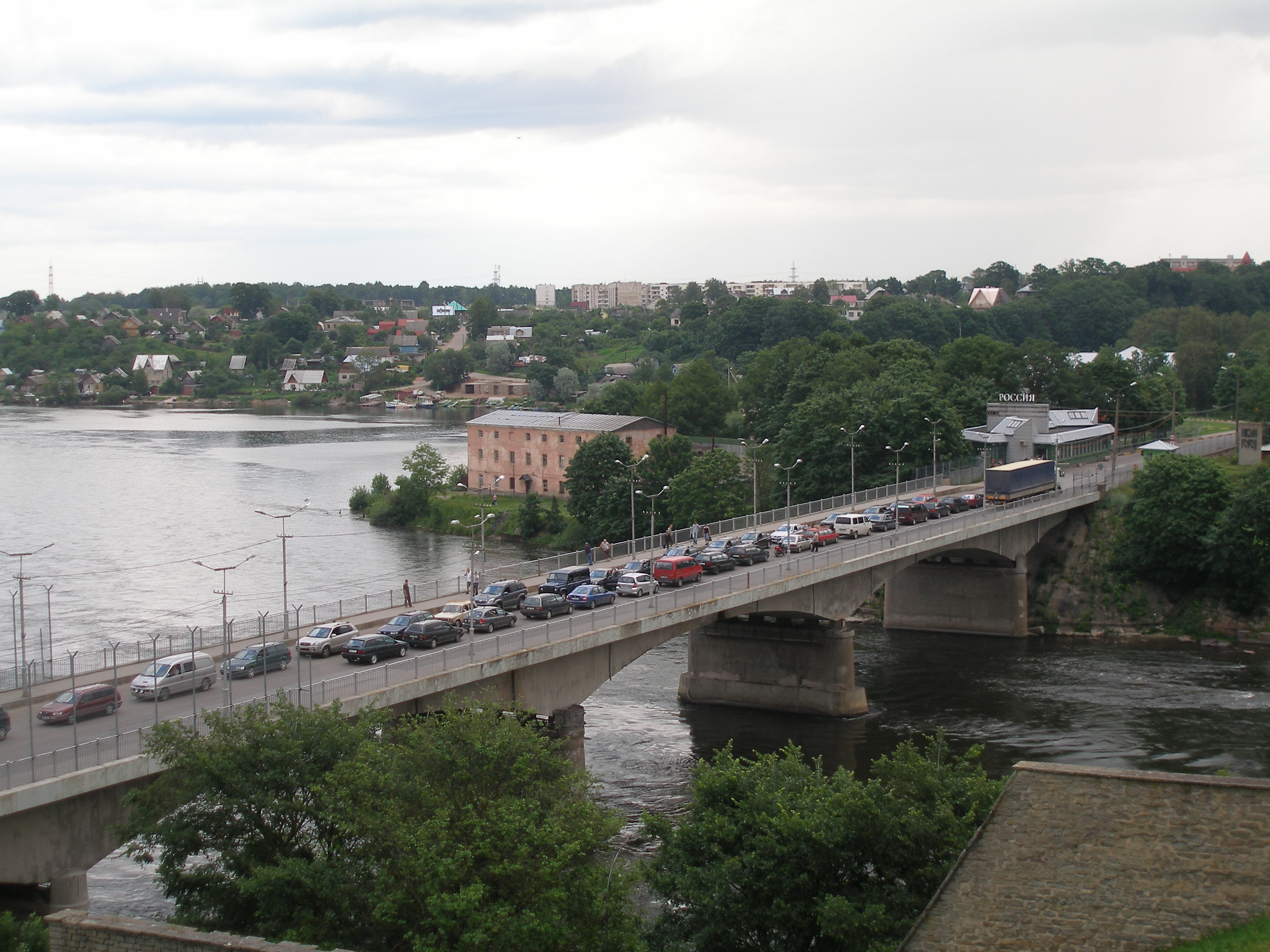
جسر الطريق السريع بطرسبورغ

لا يعبر نهر نارفا سوى عدد قليل من الجسور بين نارفا وإيفانغورود. إلى جانب سد خزان نارفا، هذه هي الجسور بحسب ترتيب المصب:
- جسر للمشاة أسفل جزيرة كرينهولم
- تالين - جسر سكة حديد سانت بطرسبرغ
- تالين - سانت. جسر طريق بطرسبورغ السريع على الطريق السريع الطريق الأوروبي إي20 في اتجاه مجرى النهر مباشرةً من قلعة هيرمان وحصن إيفانغورود. تم بناء الجسر المسمى جسر الصداقة عام 1960، ويبلغ 162 متر (531 قدم) طويل.